# 小林万利子
小林 万利子（こばやし まりこ、1964年6月17日 - ）は、信越放送（SBC）の元アナウンサー。

## 来歴・人物
長野県長野市出身。長野県長野高等学校を経て慶應義塾大学卒業後、1987年信越放送入社。2018年退社。
入社後は報道番組を中心に携わってきたが、退社時にはラジオ番組のみの出演となっていた。

## 過去の担当番組

### テレビ
- ザ・ベストテン - SBC追っかけウーマン
- SBCニュースワイド（1992年3月30日 - 1994年4月1日）
- おはようクジラ - 長野県中継担当リポーター
- Uパレード
- SBCニュースウィークリー

### ラジオ
- モーニングワイド ラジオJ
- わくわくワイド Let's goラジオザウルス
- 善光寺表参道 夢彩さがし[1]
- おとなりラジオ あらら…
- 坂ちゃんのずくだせえぶりでい（2012年4月2日 - 2018年3月28日 ） - 火・水曜日担当[2]
- サンデーミュージックBOX　(2010年4月11日 - 2018年4月1日)
- 笑顔であなたと